# Contrôle fédéral des finances
 (juin 2022).
Pour les articles homonymes, voir Cour des comptes.
Le Contrôle fédéral des finances (CDF ; en allemand Eidgenössische Finanzkontrolle, EFK) est l'organe suprême de surveillance financière de la Confédération suisse. Il assiste à ce titre le Parlement et le Conseil fédéral. Son indépendance est garantie par la loi fédérale sur le Contrôle fédéral des finances.

## Description
Il est l'organe suprême de surveillance financière de la Suisse, soit une cour des comptes visant le contrôle des comptes publics. Il assiste l'Assemblée fédérale et le Conseil fédéral. Bien que rattaché administrativement au département fédéral des finances, il ne lui est pas subordonné au sens hiérarchique. Il est indépendant et n'est assujetti qu'à la constitution et au droit suisse.
Le rôle du CDF est le contrôle de la gestion financière de l'administration fédérale, ainsi que de certaines organisations semi-étatiques et internationales. La surveillance de la Banque nationale suisse et de la Suva est explicitement exclue du mandat du Contrôle fédéral des finances.
Depuis 2014, le CDF publie de manière large ses rapports d'audit, ce qui est une exception par rapport à la pratique des autres autorités de contrôle des finances en Suisse. Fin 2019, le nombre de rapports d'audit et d'évaluations diffusés s'élevait à 378 documents.
Au 31 décembre 2019, le CDF employait 119 collaborateurs (108,3 EPT). Le personnel est composé d'experts-comptables, juristes, de politologues, d'architectes, de spécialistes en évaluation de politiques publiques et économistes, mais aussi d'experts en informatique.

### Direction
Le directeur du Contrôle des finances est nommé par le Conseil fédéral pour une période de six ans. Depuis 1999, sa nomination est soumise à l'approbation de l'Assemblée fédérale, afin d'accroître son indépendance.
Il est dirigé par les personnes suivantes au cours de son histoire :
- 1877-1882 : Edmond de Grenus[7]
- 1882-1887 : Bendicht Peter[8]
- 1888-1893 : Gustav Pillichody
- 1893-1926 : Franz Siegwart[9],[10]
- 1927-1944 : Hans Ryffel[11]
- 1945-1954 : Frédéric Rüedi[12]
- 1955-1959 : Armin Jeker[13]
- 1960-1981 : Eduard Lehmann[14]
- 1981-1993 : Gottlieb Schläppi[15]
- 1er avril 1993 au 31 août 1998 : Peter Probst[16]
- 1er septembre 1998 au 2013 : Kurt Grüter[17]
- 2014 au 31 août 2022 : Michel Huissoud[18]
- Depuis le 1er septembre 2022 : Pascal Stirnimann[19]

## Historique
L'organe est créé en 1877 sous le nom de « Bureau de contrôle » au sein de l'Administration des finances. Il est rebaptisé « Contrôle fédéral des finances » en 1882, au moment où il reçoit une base légale explicite. La proposition de créer une « Cour des comptes » est plusieurs fois écartée, au profit d'une évolution progressive du statut et des prérogatives du CDF.
Le CDF est d'abord abrité au sein du Département fédéral des finances. Il déménage avec lui au Bernerhof en 1927.
Il compte une dizaine d'employés jusqu'en 1914, avant d'atteindre un pic de 45 employés en 1917 dans le contexte de la Première Guerre mondiale. Les effectifs décroissent ensuite pour retrouver leur plafond avec le début de la Seconde Guerre mondiale.
En 2011-2012, le CDF a établi un rapport ad personam sur Philipp Hildebrand (lors de l'affaire Hildebrand), alors à la tête de la Banque nationale suisse, sur mandat de la conseillère fédérale Micheline Calmy-Rey.
En 2017, le CDF publie un rapport critiquant la qualité des messages que le gouvernement remet au Parlement avec ses projets d'acte, en particulier une insuffisance d'analyses d'impact. Le rapport étant publié trois jours avant une votation, le CDF se voit reprocher de s'immiscer dans la campagne et finit par s'excuser et reconnaître « une erreur d'appréciation »,,,.

## Lanceur d'alerte
Le Contrôle fédéral des finances a mis en place en 2017, après six ans d'expérience, une plateforme en ligne qui a pour but d'échanger des irrégularités présumées, de façon anonyme, avec les employés, les fournisseurs, les contribuables et toute personne qui veut améliorer l’efficience de l'administration et combattre la fraude et la corruption. Le CDF est la porte d’entrée officielle des lanceurs d’alerte pour l’administration. Les collaborateurs de la Confédération sont néanmoins tenu de respecter l'art 22a de la loi sur le personnel de la Confédération (obligation de dénoncer, droit de dénoncer et protection),.
En 2019, le CDF a reçu 187 annonces qui ont été traitées et ont nécessité une analyse complémentaire ; 115 d'entre elles ont servi aux audits en cours, à des audits futurs ou déclenchent de nouvelles enquêtes à plus ou moins brève échéance. En 2021, le CDF a reçu 402 annonces sur sa plateforme sécurisée de whistleblowing, contre 484 en 2020. Ce nombre important s’explique surtout par des annonces liées à la crise sanitaire et aux mesures d’aides de la Confédération (228 en 2021; 313 en 2020).

## Critiques
Les avocats de Frederik Paulsen (milliardaire suédois bénéficiant d'un forfait fiscal) ont demandé l'ouverture d'une procédure disciplinaire contre le directeur du Contrôle fédéral des finances (Michel Huissoud), qui a été rejetée par le Conseil fédéral. Dans ce cadre, le conseiller fédéral Ueli Maurer est néanmoins appelé à justifier devant la Commission de gestion du Parlement ses menaces contre le directeur de l'époque et l'indépendance de l'institution. 

### Bases légales
- Loi fédérale sur le Contrôle fédéral des finances (LCF) du 28 juin 1967 (état le 1er janvier 2021), RS 614.0.